# Убинская
Убинская — станица в Северском районе Краснодарского края Российской Федерации. Входит в состав Азовского сельского поселения.

## География
Станица Убинская расположена в горной лесной зоне, в верховьях реки Убин, по которой станице дано название. Ниже по течению расположена станица Азовская.
Улицы
- ул. Виноградная,
- ул. Набережная,
- ул. Партизанская,
- ул. Подгорная,
- ул. Речная,
- ул. Центральная.

## История
Была основана в 1864 году как станица Папайская казаками станиц Никольской и Стародубовской бывшего Азовского казачьего войска. В 1865 году станица была переименована в поселок Папайский. В 1867 году посёлок переименован в Дербентский (по станице Дербентской к которой он был отнесён). В 1869 году посёлок был переименован в Азовский (по станице Азовской к которой он был отнесён). В 1908 году поселок Азовский был выделен из состава Азовского станичного правления, и преобразован в станицу Убинская с учреждением собственного станичного правления и должности станичного атамана.
Станица была расположена в нагорной лесной полосе Закубанского края на р. Убине.
В 1873 г. атаманом поселка Азовского был казак Полешко Алексей. На следующий год его сменил урядник Матвей Иванович Леуцкий, который более 10 лет управлял поселком. В 1890 г. атаманом был казак Рогачев Никита, а вместо него в 1891 г. был утвержден казак Бакута Андрей.
В 1881 г. в станице было 49 дворов, коренных жителей 159 мужчин и 107 женщин.
9 мая 1903 года на общем сходе хуторян было принято решение о строительстве молитвенного дома. Имевшаяся на хуторе до этого церковная утварь хранилась в здании хуторского правления, и священник станицы Азовской на ней совершал богослужения наездами в присутствии членом правления. К ноябрю 1903 года строительство было завершено, поставлен иконостас.
Деревянная церковь в честь св. равноап. Кирилла и Мефодия была построена в 1905 году, на что потрачено 5700 рублей. 3 января 1906 года состоялось освящение церкви. Утварью церковь была бедна. На 1909 год в штате церкви были священник и псаломщик. Церковный причт имел 90 десятин земли, но она была неудобна для вспашки, потому что была испещрена оврагами и щебнем. Она сдавалась в аренду за 370 рублей в год. Священнику и псаломщику полагались общественные дома «сравнительно удобные». Кружечных доходов священнику было положено в 1909 году 121 руб. Временного войскового пособия причту полагалось в том же году: священнику 300 р., псаломщику 100 р. Казенного жалованья с 1910 года было положено священнику 300 р., псаломщику 100 р.

## Население
| 2002 | 2010 | 2021 |
| ---- | ---- | ---- |
| 490  | ↗494 | ↗657 |

## Достопримечательности
- Здание школы в станице Убинской, постройки 1916 года — памятник архитектуры[10].
- В окрестностях станицы расположены горы Собер-Баш и Убин-Су, являющиеся туристическими объектами, несколько дольменов.